# Annemiek de Haan
Annemiek de Haan (Haren, 15 juli 1981) is een Nederlands roeister. Ze vertegenwoordigde Nederland op internationale wedstrijden in verschillende roeidisciplines. Op de spelen van 2004 en 2012 behaalde zij de bronzen medaille en op de spelen van 2008 zilver met de vrouwenacht.
De Haan leerde roeien bij de roeivereniging De Hunze in Groningen. In 2000 werd ze lid van de Amsterdamse roeivereniging Skøll. Ze roeide in meerdere boottypes, maar was vooral succesvol als lid van de acht, waarbij ze tegenwoordig op de slagpositie roeit. De Haan nam deel aan de Olympische Spelen in Athene, Peking en Londen. In 2010 werd De Haan tweemaal Nederlands Kampioen, zowel in de DSA2- als later dat jaar in de DSA2x, beide keren samen met Carlien Bouw.
In 2012 plaatste het Nederlandse achttal zich voor de Olympische Zomerspelen 2012 in Londen. Via de series (4e in 6.18,98) en de herkansing (6.15,15) plaatste ze zich voor de finale. Daar veroverde het Nederlandse team een bronzen medaille met een tijd van 6.13,12 achter de Amerikaanse boot (goud; 6.10,59) en de Canadese boot (zilver; 6.12,06).
Na de Olympische zomerspelen van Londen beëindigde De Haan haar actieve roeicarrière en begon ze met het coachen van nieuwe roeitalenten. Eerst voornamelijk bij haar eigen vereniging Skøll en sinds 2014 als hoofdcoach van het RTC Noord in Groningen.

## Titels
- Nederlands kampioene (Twee zonder stuurvrouw) - 2003, 2006, 2010
- Nederlands kampioene (Dubbel-twee) - 2010
- Nederlands kampioene (Vier zonder stuurvrouw) - 2001, 2003, 2004, 2005, 2006
- Nederlands kampioene (Acht met stuurvrouw) - 2003, 2005

## Palmares

### twee zonder stuurvrouw
- 2008: 4e Wereldbeker I - 8.04,95
- 2012: 9e Wereldbeker I - 7.12,98

### dubbel twee
- 2002: 5e World U-23 Regatta - 8.34,35

### dubbel vier
- 1999:  WK junioren - 6.22,85
- 2003: 5e World U-23 Regatta - 6.53,05
- 2004: 4e Wereldbeker I - 6.24,09
- 2010: 5e Wereldbeker I - 6.38,05
- 2010: 8e Wereldbeker III - 6.33,18

### acht met stuurvrouw
- 2004: 4e Wereldbeker II - 6.36,27
- 2004:  OS - 6.19,85
- 2005:  Wereldbeker II - 6.37,02
- 2005:  Wereldbeker III - 6.08,39
- 2005:  WK - 5.59,61
- 2006: 4e Wereldbeker I - 6.19,98
- 2006: 6e Wereldbeker II - 7.09,98
- 2006:  Wereldbeker III - 7.16,57
- 2006: 5e WK - 7.05,96
- 2007:  Wereldbeker I - 6.18,31
- 2007:  Wereldbeker II - 6.12,76
- 2007:  Wereldbeker III - 6.09,93
- 2007: 7e WK - 6.14,75
- 2008: 4e Wereldbeker I - 6.48,75
- 2008: 4e Wereldbeker II - 6.09,77
- 2008:  OS - 6.07,22
- 2011:  Wereldbeker I - 6.07,77
- 2011:  Wereldbeker III - 6.31,73
- 2011: 5e WK - 6.09,94
- 2012:  Wereldbeker I - 6.06,06
- 2012:  Wereldbeker II - 6.03,20
- 2012: 4e Wereldbeker III - 6.22,98
- 2012:  Olympische Spelen

Hurnet Dekkers · 
Annemiek de Haan · 
Nienke Hommes · 
Annemarieke van Rumpt · 
Sarah Siegelaar · 
Marlies Smulders · 
Helen Tanger · 
Froukje Wegman · 
Ester Workel (stuurvrouw)
Femke Dekker · 
Annemiek de Haan · 
Nienke Kingma · 
Roline Repelaer van Driel · 
Annemarieke van Rumpt · 
Sarah Siegelaar · 
Marlies Smulders · 
Helen Tanger · 
Ester Workel (stuurvrouw)
Chantal Achterberg · 
Claudia Belderbos · 
Carline Bouw · 
Sytske de Groot · 
Annemiek de Haan · 
Nienke Kingma · 
Roline Repelaer van Driel · 
Jacobine Veenhoven · 
Anne Schellekens (stuurvrouw)
1. ↑  tweede nederlandse titel bouw/de haan. NU.nl (6 juni 2010). Gearchiveerd op 8 juni 2010.